# 回聲樂團
回聲樂團（英語：Echo），台灣樂團，由主唱吳柏蒼、吉他手羅尹均、鼓手慕春佑、貝斯手邱文彥所組成。2011年，以《處女空氣》入圍金曲獎最佳樂團獎。
2016年被網路溫度計提名十大台灣獨立樂團第八名。

## 成員
- 主唱：吳柏蒼
- 吉他手：羅尹均
- 貝斯手：邱文彥
- 鼓手：慕春佑
- 鍵盤：吳新逸（Shipy/西皮）

## 已離團成員
- 低音吉他：張正忠
- 低音吉他：何家駒
- 吉他：黃冠文

## 發展歷程

### 草創時期（1998-1999）
1998年的暑假，因為一個在新竹酒吧演唱的機會，柏蒼和清大迴聲社的朋友家駒、冠文和小緯臨時組成了一個樂團，用幾個禮拜的時間練了數十首西洋搖滾歌曲，準備至酒吧駐唱。因為組團匆促，在酒吧老闆問起團名時，便順口用了社團的英文名「Echo」回應。暑假結束後，鼓手小緯為了準備研究所考試離團，隨後柏蒼前樂團「Pong Ping De」的鼓手春佑加入，並在一個月後延攬了在社團隔壁鋼琴室發現的鍵盤手Shipy。由於清大迴聲社在當時擁有較其他學校更優良的錄音設備和環境，在翻唱之外，各團員們也開始錄製個人的創作，但直到1999年初的滾滾爆竹演唱會，回聲才第一次用樂團的名義發表了"She Star Lord"等作品。

### 發跡（1999-2001）
1999年起，回聲轉變為創作樂團的形式開始參加其他演出活動。同年夏天，當時的台灣音樂革命軍(TRA，前北區大專搖滾聯盟)在新竹舉辦了「震盪風城」活動，回聲在該場的表現受到主辦人Freddy(閃靈樂團主唱)的注意，開始邀請回聲至同年的野台開唱和台北Vibe和聖界等live house演出。2000年，台灣的音樂社群網站「滾石可樂」成立，回聲樂團的「感官駕馭」、「瞬間」等首批中文創作歌曲在網站上受到站方和網友的注意。隨後，「感官駕馭」成為網站年度歌曲點播前三名，樂團的名氣也開始迅速累積。

2000年底，貝斯手家駒離團，位置由同為迴聲社的張正忠接替。同時，回聲應賽璐璐樂團吉他手王信義的邀請，開始錄製首張專輯，期間也參加了崩代紀事(水晶唱片)和少年ㄞ國(角頭音樂)兩張合輯的錄製。2001年夏天，專輯錄音工作完成，但柏蒼和春佑都決定前往美國攻讀碩士，留下其他團員在台灣負責後製工作，樂團活動也暫時停滯。

### 感官駕馭（2002-2003）
2001年底，專輯後製完成，柏蒼為了回台灣發行作品，決定放棄在紐約大學的資訊科學學業。2002年1月11日，回聲在台北地下社會進行首張專輯「感官駕馭」的發行演唱，觀眾爆滿至店外。但隨後春佑回到波士頓大學繼續學業，柏蒼入伍，樂團只間歇進行零星的演出活動。然而，由於專輯在伍佰等數十位音樂人和樂評推薦的推波助瀾下，「感官駕馭」是水晶唱片在2002年最賣座的發行品，也讓回聲一舉成為當時最成功的新進樂團。

### 少年的最後旅行與轉變（2003-2007）
2003年，水晶唱片結束經營，春佑結束碩士學業回台。此時，由於團員分散台北、新竹、台南各地，樂團只能在週末的時間進行創作和演出活動，新作進度緩慢。同年，貝斯手正忠離團進入金融業，迴聲社的學弟小邱加入。2004年底，「少年的最後旅行」EP由藍萊姆藝科發行，七首歌曲皆以愛情為主題，是回聲最陰鬱浪漫的一張作品。2005年起，樂團開始進行全台灣的巡迴，並透過香港獨立廠牌89268在當地發行唱片和安排演出。這段時間回聲開始學習自行處理樂團經營事務，樂風也由「少年的最後旅行」中的長篇慢版格式，轉變為四分鐘左右的中快版搖滾，並用較多合成器取代了以往以吉他為主的編曲方式。2006和2007兩年，分別發行了「無奈｜被溺愛的渴望」和「煙硝」兩張單曲，巡迴和演出的場次也大量增加，並開始進行第二張專輯的錄音工作。

### 巴士底之日（2007-2008）
2007年7月14日，回聲在台北這牆藝文展演空間進行專輯「巴士底之日」的發佈首唱，並宣布專輯十首歌曲在實體CD發行前可透過EzPeer網站免費下載。7月27日，樂團在野台開場舞台上，正式公布「巴士底之日」其實為24首歌的雙專輯（專輯一副標：新世紀的你和我，專輯二副標：光腳狂叫），首批CD在音樂祭現場在30分鐘內銷售一空。隨後展開的「無所不在的回聲」全台巡迴計畫，演出場地遍及各live house、校園，甚至包括電影院(台南全美戲院)、牢房(前台北景美軍事監獄)、公車、貓空纜車等。最終第84場在誠品屋頂音樂節舉行，發行「晚安‧巴士底」紀念圖文書和「自由之處」單曲，象徵「走出巴士底，迎向自由之處」，當天門票銷售一空，全場觀眾超過一千人。隔日，鍵盤手Shipy宣布離團，樂團成為四人編制。
「巴士底之日」專輯的製作和行銷宣傳，是回聲樂團首次全部主導的產物。除了無奈、煙硝兩首歌的混音外，其餘唱片混音、母帶後期、製作皆為柏蒼和團員自行完成。企宣則由知名DJ小樹(陳弘樹)發想與統籌。「巴士底之日」讓回聲樂團奠定了在音樂界的地位，正式成為2000年後台灣最重要的創作樂團之一。
2007年至2008年間，柏蒼除了專輯製作和巡迴外，也同時進行INDIEVOX獨立音樂網（页面存档备份，存于）的建置。INDIEVOX於2008年3月開站，目前為台灣最大的獨立音樂商店。

2008底，樂團在台北簡單生活節發表單曲「解放」，「自由之處」與「解放」呼應「晚安‧巴士底」書中引言，柏蒼將「解放與自由」視為搖滾樂對於其個人的意義。

### 處女空氣（2009-2010）
2009年為回聲的主題演唱年，從年初與國際環保組織綠色和平合作的「處女空氣」演唱會，年中舉行的「心電回聲」科技藝術展演計畫，到年底的「回聲三連趴」系列演唱，皆試圖用各類多元的題材加入搖滾演唱會中。其中的「心電回聲」計畫，利用心電圖機記錄樂手與觀眾心跳變化，利用電腦程式分析後製作成多媒體藝術作品，並在網路及台北聽障奧運「聽障嘉年華」中展出，樂團表示希望達到「記錄情緒」，並讓聽障者「看見音樂」的可能。主題演唱期間，樂團則因為Shipy的離團而遭遇瓶頸，2009年初回聲樂團邀請徐千秀(秀秀)擔任專輯製作人，由於樂團及製作人對作品的要求，過程中甚至將已完成的作品全部重新編曲和錄製，以致製作期長達一年半，搖滾大碟《處女空氣》在2010年底推出，更於2011獲得金曲獎最佳樂團的入圍肯定。

### DAY1（2011-2012）
2011年初，吉他手黃冠文離團，隨後加入的吉他手為同樣是來自清大迴聲社的羅尹均。2011.4.9 於台北Legacy成功舉辦2011《處女空氣》巡迴千人售票演唱會，受到媒體及歌迷朋友的推薦好評，也緊接發行結合了演唱會實錄DVD及2011最新創作《DAY1》。
2012年初即開始〈今夜的秘密集會〉Acoustic Live 巡迴演出，北中南共四場演出皆於開始售票當日立即完售，十月則發行了第四張專輯的首發單曲《今夜的秘密集會》，隨後於11月在台北Legacy舉辦〈今夜的秘密集會〉千人大型售票演唱會，會中邀請知名男演員鳳小岳作為嘉賓及客座吉他手，引爆熱潮。

### 獻給生命中的純粹（2013-2014）
2011年至2013年間，回聲樂團陸續前往美國 SXSW 音樂祭、紐約 CMJ 音樂節、英國利物浦 Sound City Festival 演出，贏得國際媒體一致好評。2013 年回聲樂團的影響力更觸及對岸，被《小時代 (電影)》I & II 改編為片尾曲〈小小時代〉的原曲〈時髦〉，因電影在中國爆紅之故，在QQ音樂點播逾600萬次，live影片一個月點播破百萬，被大陸媒體封為「神曲」，更以「台灣騷青文化的代表」來形容回聲樂團。2014年4月第四張專輯《獻給生命中的純粹》發行。2015年8月，鼓手慕春佑在個人FB專頁上公布婚訊。

## 作品發行

### 專輯
- 感官駕馭 (2002年)
- 巴士底之日 (2007年)
- 處女空氣 (2010年)
- 獻給生命中的純粹 (2014年)

### 演唱會DVD+CD
- DAY1 (2011年)

### EP
- 少年的最後旅行 (2004年)
- 今夜的秘密集會Acoustic Live EP（2012，於【今夜的秘密集會】演唱會現場憑票兌換）

### 單曲
- 無奈|被溺愛的渴望雙單曲 (2006年)
- 煙硝 (2007年)
- 自由之處 (2008年)
- 解放 (2008年)
- 今夜的秘密集會(2012年)

### Demo
- I'm A Star (2011年)

### 書籍
- 晚安‧巴士底 (2008年)

### 參與合輯
- 光榮時刻-赤聲搖滾2000
收錄曲目：感官駕馭、晚宴
- 少年ㄞ國 (角頭音樂)
收錄曲目：繞
- 崩代紀事 貳 (水晶唱片)
收錄曲目：OK?
- 16½ (水晶唱片)
收錄曲目：感官駕馭、木雕輪盤
- 迴聲合輯II (清華大學迴聲社)
收錄曲目：夏日陣雨
- 第五元素 The Fifth Element (89268)
收錄曲目：Please Stay
- 六號出口電影原聲帶
收錄曲目：巴士底之日、Please Stay
- 卡夫卡不插電 vol.1
收錄曲目：傾慕、OK?

## 重要紀事年表
- 1999年 
  - 第五屆台灣搖滾節野台開唱 Taiwan Rock Festival（台灣・台北・台北市政府廣場）
- 2000年 
  - 春天吶喊 Spring Scream Festival（台灣・墾丁）
  - 赤聲搖滾演唱會（台灣・台北）
  - 第六屆台灣搖滾節野台開唱 Taiwan Rock Festival（台灣・台北・兒童育樂中心）
- 2001年 
  - Spring Scream Festival（台灣・墾丁・春天吶喊）
  - 第七屆台灣搖滾節野台開唱 Formoz Festival（台灣・台北・華山藝文特區）
- 2002年 
  - 第一張專輯「感官駕馭」發行 （2002/01/11）
  - 華語流行樂傳媒大獎第一季選最佳新人獎 （中國・南方都市報主辦）
  - 第八屆台灣搖滾節野台開唱 Formoz Festival（台灣・台北・中山堂戶外廣場）
- 2003年 
  - 第九屆台灣搖滾節野台開唱 Formoz Festival（台灣・台北・兒童育樂中心）
- 2004年 
  - 春天吶喊 Spring Scream Festival （台灣・墾丁）
  - 第十屆台灣搖滾節野台開唱 Formoz Festival（台灣・台北・兒童育樂中心）
  - 第一屆秋虎祭 Autumn Tiger Festival（台灣・台北・烏來）
  - EP「少年的最後旅行」發行 （2004/12/31發行）
- 2005年 
  - 「少年的最後旅行」春季巡迴 Spring Tour（台灣・台北、新竹、桃園、台中、台南、高雄）
  - 誠品書店不插電巡迴 Eslite Book Store Unplugged Tour（台灣・宜蘭、基隆、台北、台中）
  - 第十一屆台灣搖滾節野台開唱 Formoz Fest（台灣・台北・兒童育樂中心）
  - 現代音樂節 Modern Music Festival（中國・廣州）
  - 少年的最後旅行 Live in Hong Kong（香港・九龍灣國際展貿中心）
  - 香港Rockit Music Festival 2005行前系列演唱會“Play at Rockit!”（香港，M&W Bar）
- 2006年
  - 無奈|被溺愛的渴望 雙單曲發行 （2006/08/26; 獨立發行）
- 2007年
  - 煙硝 單曲發行 （2007/01/06; 獨立發行）
  - 第二張專輯「巴士底之日」發行 （2007/07/14發行）
  - 第十三屆丁亥年野台開唱 Formoz Fest（台灣・台北・兒童育樂中心）
- 2008年
  - 晚安巴士底 圖文書 + 自由之處 單曲發行 （2008/08/24發行）
  - 誠品屋頂音樂節 （台灣，台北）
  - 單曲《解放》
  - 參與公視人間劇場 -《想畫》拍攝
  - CNEX【癡人。說夢】紀錄片影展，閉幕活動-夢想音樂會
  - 簡單生活節Simple Life Music Festival（台灣・台北・華山）
- 2009年
  - 單曲《處女空氣》
  - 【六局下半】電影主題曲《親愛的我》
  - 【心電回聲】科技搖滾計畫 （台灣・台北The Wall Live House、台南全美戲院）
  - 音樂航空站 Music Terminal （桃園）
  - 聽障奧運嘉年華 （台灣・台北小巨蛋、淡水）
  - 搖滾台中樂團節 （台灣・台中・圓滿戶外劇場）
  - E・cho Partyｘ3: Dancing Night、Brit-Pop Night、Christmas Night（台北The Wall Live House）
- 2010年
  - 專輯《處女空氣》發行
  - 大港開唱 MEGAPORT Festival （台灣・高雄）
  - 簡單生活節Simple Life Music Festival（台灣・台北．華山）
- 2011年
  - SXSW音樂季（美國・德州）
  - 處女空氣 巡演【迎接春天的呼吸】演唱會（台北・Legacy）
  - 獲第22屆金曲獎《最佳樂團》提名肯定
  - 演唱會DVD+CD《DAY1》發行
  - 呼叫音樂節（香港）
  - PUMA 向經典致敬演唱會（台灣・台北）
  - 大彩虹音樂節（台灣・高雄）
  - CMJ音樂節（美國・紐約）
  - 搖滾台中音樂節（台灣・台中）
  - 夢想音樂節（台灣・台北）
  - 發行限量DEMO 《I'm A Star 》
- 2012年
  - 【今夜的秘密集會】 Acoustic巡演（台灣・台北・台中・台南・高雄）
  - PUMA 螢光夜跑（台灣・高雄）
  - 一日搖滾音樂節（台灣・台北）
  - 新光三越文教基金會吉他名人展
  - 苗北夏日戶外音樂節（台灣・苗栗）
  - 新北市動漫節（台灣．新北市）
  - 搖滾台中音樂節（台灣・台中）
  - 呼叫音樂節（香港）
  - 《今夜的秘密集會》單曲發行
  - 大彩虹音樂節（台灣．高雄）
  - 簡單生活節（台灣．台北）

## 紀念物
小卡
1. 001 - 2002/11/23 @ 地社
2. 002 - 2002/12/24 @ 華山音樂館
3. 003 - 2003/07/20 @ 癸未野台
4. 004 - 2003/08/26 @ 河岸留言
5. 005 - 2003/09/27 @ 河岸留言 紅底吉他款
6. 006 - 2003/10/18 @ 河岸留言 迴聲社合輯封面款
7. 007 - 2003/12/06 @ 地下社會 柏蒼i'm a star款
8. 007 - 2004/01/16 @ The Wall 冠文之長髮飄逸款
9. 008 - 2004/02/08 @ 河岸留言 西皮之明日之星版
10. 009 - 2004/05/15 @ 地下社會 原子小金剛款
11. 010 - 2004/05/06 @ 地社
12. 012 - 2004/08/01 @ 野台開唱 春佑野台版
13. 013 - 2004/10/30 @ 地下社會
14. N/A - 2004/12/31少年的最後旅行套卡
15. 014 - 2005/03/17 @ 河岸留言
16. 015 - 2006/05/06 @ The Wall 囍宴

徽章
- 柏蒼徽章
- 西皮徽章
- 冠文徽章
- 小邱徽章
- 春佑徽章
- echo徽章: 黑&紅兩款
- 今夜的祕密集會徽章: 藍&紅兩款

貼紙
- echo紋身貼紙 - 2004年春吶
- echo彩虹貼紙 - 2005年野台
- 貼紙 Go! （页面存档备份，存于） - 2007年12月21日敦南誠品演出開始發送，限量500張
- 今夜的秘密集會貼紙

海報
- 少年的最後旅行
- 回聲樂團2007年版
- 7/14巴士底之日限定海報
- 巴士底之日專輯海報
- 晚安巴士底限定海報
- 處女空氣海報
- ECHO Wall回聲牆海報

## 外部連結
- 回聲樂團官方網站（页面存档备份，存于）
- D小調(柏蒼個人部落格)（页面存档备份，存于）
- 回聲樂團音樂商店
- 回聲樂團@Facebook（页面存档备份，存于）
- 回聲樂團@Plurk（页面存档备份，存于）